# ВЕС Вайра I
ВЕС Вайра I (Wayra I) — вітрова електростанція в Перу, за чотири сотні кілометрів на південний схід від столиці країни Ліми. На момент введення найпотужніша станція свого типу в країні.
Місце для розташування ВЕС обрали у прибережному районі Маркона (провінція Наска, відома своїми гігантськими малюнками). Тут у пустелі Іка встановили 42 вітрові турбіни типу AW125 виробництва Nordex Acciona — компанії, що виникла внаслідок злиття німецької Nordex та іспанської Acciona. При одиничній потужності в 3,15 МВт це забезпечує загальний показник вітрової електростанції у 132 МВт.
Проект вартістю 165 млн доларів США реалізувала італійська енергетична компанія Enel, яка в 2016 році виграла оголошений урядом аукціон. Будівельні роботи почались в 2017-му та завершились введенням станції в експлуатацію у червні 2018-го.
Передбачається, що на ВЕС Вайра І вироблятимуть 0,6 млрд кВт-год електроенергії на рік, збут якої гарантовано 20-річним контрактом з перуанським міністерством енергетики та гірничодобувної промисловості.